# Гад, Петер Урбан
Пе́тер У́рбан Бру́ун Гад (дат. Peter Urban Bruun Gad; 12 февраля 1879 года, Корсёр, Дания — 26 декабря 1947 года, Копенгаген, Дания) — датский кинорежиссёр, сценарист, оператор, журналист, драматург, теоретик кино. Племянник Поля Гогена.

## Биография
Учился в художественной школе в Париже (ученик Фрица Таулова), но вскоре оставил занятия живописью. После возвращения в Данию работал художником-оформителем в ряде театров. Начинал писать пьесы. В кино — с 1910 года. После успеха своего фильма «Бездна», в котором дебютировала Аста Нильсен, целиком сосредоточился на работе в кино. В большинстве фильмов, поставленных Гадом, снималась Нильсен, ставшая его музой и женой. Её игра сделала картины режиссёра популярными сначала в Дании, а затем и за рубежом. Сняв несколько лент на родине, семейная пара переехала в Германию, пока семейный и творческий дуэт не распался.
В 1920-е годы Гад не избежал влияния немецких экспрессионистов, сняв дилогию «Кристиан Ваншаффе» — «Вознесение Ганнеле». В 1926 году вернулся в Данию, где поставил свой последний  фильм «Колесо счастья» с участием Карла Шенстрёма и Xаральда Мадсена, более известных как Пат и Паташон.
Часто писал сценарии к своим картинам, иногда работал и в качестве кинооператора. Один из первых теоретиков кино.
В 1912—1918 годах был женат на Асте Нильсен, а в 1922—1947 годах — на Эстер Бюргерт Вестенхаген.

## Избранная фильмография

### Режиссёр
- 1910 —  / En Rekrut fra 64
- 1910 — Бездна / Afgrunden (к/м)
- 1911 — Горячая кровь / Heißes Blut (к/м)
- 1911 —  / Nachtfalter
- 1911 — От борьбы к победе / Gennem kamp til sejr
- 1911 — Мрачный сон / Den sorte drøm
- 1911 —  / Im großen Augenblick
- 1911 —  / Der fremde Vogel
- 1911 —  / Dyrekøbt glimmer (к/м)
- 1911 — Хульда Расмуссен / Hulda Rasmussen
- 1911 — Предательница / Die Verräterin (к/м)
- 1911 — Великий авиатор / Den store flyver
- 1911 — Цыганская кровь / Zigeunerblut (к/м)
- 1912 —  / Die Macht des Goldes
- 1912 — Бедная Йенни / Die arme Jenny (к/м)
- 1912 —  / Zu Tode gehetzt
- 1912 — Торговля белыми рабынями III / Denhvideslavehandel III
- 1912 — Пляска смерти / Der Totentanz (к/м)
- 1912 — Ребёнок генерала / Die Kinder des Generals
- 1912 — Когда спадает маска / Wenn die Maske fällt
- 1912 — Нина / Nine
- 1912 —  / Det berygtede Hus
- 1912 — Девушка без родины / Das Mädchen ohne Vaterland (к/м)
- 1913 — Молодость и безумство / Jugend und Tollheit (к/м)
- 1913 — Грехи отцов / Die Sünden der Väter
- 1913 — Комедианты / Komödianten (к/м)
- 1913 — Смерть в Севилье / Der Tod in Sevilla (к/м)
- 1913 — Суфражистка / Die Suffragette
- 1913 —  / S1 (к/м)
- 1913 — Кинопримадонна / Die Filmprimadonna (к/м)
- 1913 — Ангелочек / Engelein - Mimisches Lustspiel (к/м)
- 1914 — Ангелочек / Engelein (к/м)
- 1914 —  / Das Kind ruft
- 1914 — Банда Сапаты / Zapatas Bande (к/м)
- 1914 — Огонь / Das Feuer
- 1914 — Огонь / Das Feuer. Die alte Gnädige (к/м)
- 1914 —  / Standrechtlich erschossen
- 1915 — Дочь путевого обходчика / Die Tochter der Landstraße
- 1915 — Поддельная Аста Нильсен / Die falsche Asta Nielsen
- 1915 —  / Vordertreppe - Hintertreppe
- 1916 — Вечная ночь / Die ewige Nacht
- 1916 — Свадьба Ангелочка / Engeleins Hochzeit
- 1916 — Белые розы / Die weißen Rosen
- 1916 — Золушка / Aschenbrödel
- 1916 —  / Der rote Streifen
- 1917 — Широкий путь / Der breite Weg
- 1917 —  / Die verschlossene Tür
- 1917 —  / Die Gespensterstunde
- 1917 —  / Die Vergangenheit rächt sich
- 1917 —  / Klosterfriede
- 1918 —  / Das verhängnisvolle Andenken
- 1918 — Вера Панина / Vera Panina
- 1918 —  / Das sterbende Modell
- 1918 —  / Der schuldlose Verdacht
- 1918 — Сокровища раджи / Der Schmuck des Rajah
- 1918 — Новая Далия / Die neue Daliah
- 1918 — Клептоманка / Die Kleptomanin
- 1919 — Игра любви и смерти / Das Spiel von Liebe und Tod
- 1920 —  / Weltbrand
- 1921 — Любовный коридор / Der Liebeskorridor
- 1921 — Кристиан Ваншаффе — Остров исчезающих / Christian Wahnschaffe, 2. Teil - Die Flucht aus dem goldenen Kerker (в советском прокате «Жемчуг, кровь и слёзы»)
- 1921 —  / Der vergiftete Strom
- 1921 —  / Die Insel der Verschollenen
- 1922 — Кристиан Ваншаффе — Вознесение Ганнеле / Christian Wahnschaffe — Henneles melfahrt
- 1922 — Граф Фестенберг / Graf Festenberg (с Фридрихом Цельником)
- 1926 — Колесо счастья / Lykkehjulet

### Сценарист
- 1910 — Бездна / Afgrunden (к/м)
- 1911 — Горячая кровь / Heißes Blut (к/м)
- 1911 —  / Nachtfalter
- 1911 — Мрачный сон / Den sorte drøm
- 1911 —  / Im großen Augenblick
- 1911 —  / Der fremde Vogel
- 1912 —  / Die Macht des Goldes
- 1912 — Бедная Йенни / Die arme Jenny (к/м)
- 1912 —  / Zu Tode gehetzt
- 1912 — Пляска смерти / Der Totentanz (к/м)
- 1913 — Молодость и безумство / Jugend und Tollheit (к/м)
- 1913 — Грехи отцов / Die Sünden der Väter
- 1913 — Комедианты / Komödianten (к/м)
- 1913 — Смерть в Севилье / Der Tod in Sevilla (к/м)
- 1913 — Суфражистка / Die Suffragette
- 1913 — Кинопримадонна / Die Filmprimadonna (к/м)
- 1913 — Ангелочек / Engelein - Mimisches Lustspiel (к/м)
- 1913 —  / S1 (к/м)
- 1914 —  / Das Kind ruft
- 1914 — Банда Сапаты / Zapatas Bande (к/м)
- 1914 — Огонь / Das Feuer
- 1915 — Дочь путевого обходчика / Die Tochter der Landstraße
- 1915 —  / Vordertreppe - Hintertreppe
- 1916 — Вечная ночь / Die ewige Nacht
- 1916 — Свадьба Ангелочка / Engeleins Hochzeit
- 1916 — Белые розы / Die weißen Rosen
- 1916 — Золушка / Aschenbrödel
- 1916 —  / Der rote Streifen
- 1917 — Широкий путь / Der breite Weg
- 1917 —  / Die verschlossene Tür
- 1917 —  / Die Gespensterstunde
- 1917 —  / Die Vergangenheit rächt sich
- 1919 — Игра любви и смерти / Das Spiel von Liebe und Tod
- 1926 — Колесо счастья / Lykkehjulet

### Оператор
- 1911 — Горячая кровь / Heißes Blut (к/м)
- 1911 —  / Im großen Augenblick
- 1916 — Золушка / Aschenbrödel

## Сочинения
- Gad Urban. Fielmen: Dens midler og maal. — Kbh., 1919.
- Гад, Петер Урбан. Кино — его цели и средства (перевод с датского). — М., 1924.